# Gruver (Iowa)
Gruver – miasto w Stanach Zjednoczonych, w stanie Iowa, w hrabstwie Emmet. W 2000 roku liczyło 106 mieszkańców.